# North Lakeport
North Lakeport é uma Região censo-designada localizada no estado americano da Califórnia, no Condado de Lake.

## Demografia
Segundo o censo americano de 2000, a sua população era de 2879 habitantes.

## Geografia
De acordo com o United States Census Bureau tem uma área de 16,7 km², dos quais 9,7 km² cobertos por terra e 7,0 km² cobertos por água.

## Localidades na vizinhança
O diagrama seguinte representa as localidades num raio de 24 km ao redor de North Lakeport.